# Trifluoraceton
Trifluoraceton (systematickým názvem 1,1,1-trifluorpropan-2-on) je organická sloučenina se vzorcem CF3C(O)CH3. Jedná se o bezbarvou kapalinu se zápachem připomínajícím chloroform.

## Příprava, reakce a použití
Trifluoraceton se připravuje dekarboxylací kyseliny trifluoracetyloctové:
CF3C(O)CH2CO2H → CF3C(O)CH3 + CO2
Kyselina trifluoracetyloctová se získává kondenzací kyseliny octové s estery kyseliny trifluoroctové.
Trifluoraceton byl zkoumán jako oxidační činidlo při Oppenauerově oxidaci, při které se oxidují hydroxylové skupiny sekundárních alkoholů za přítomnosti hydroxylových skupin primárních alkoholů.
Trifluoraceton se také používá na přípravu 2-trifluoromethyl-7-azaindolů z 2,6-dihalogenpyridinů. Z nich se následně připravují enantiomerně čisté α-trifluormethylalaniny a diaminy Streckerovou reakcí následovanou hydrolýzou nebo redukcí nitrilu.